# Irán himnusza

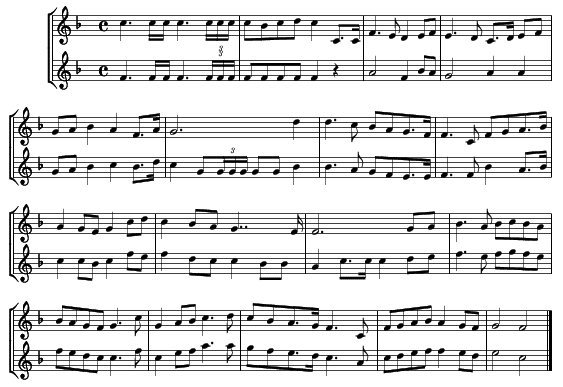
A himnusz kottája

Irán nemzeti himnusza a سرود ملی جمهوری اسلامی ایران (Szorude mellije Dzsomhurije Eszlámije Irán), melynek zenéjét Haszan Rijahi szerezte, szövege több szerző műve. 1990-ben váltotta fel Irán himnuszaként a Khomeini ajatollah idejében használt Pájande Bádá Iránt.

## Szövege

### Perzsa eredeti
| Perzsa-arab írás | Átírás | NFÁ |
| سر زد از افق مهر خاوران فروغ دیده‌ی حق‌باوران بهمن فر ایمان ماست پیامت ای امام، استقلال، آزادی، نقش جان ماست شهیدان، پیچیده در گوش زمان فریادتان پاینده مانی و جاودان جمهوری اسلامی ایران | Sar zad az ofoq mehre xávarán Foruqe dideje haq bávarán Bahman, farre imáne mászt Pajámat ej Emám, eszteqlál, ázádi, naqse dzsáne mászt Sahidan, picside dar guse zamán farjádetán Pájande máni o dzsávedán Dzsomhurije Eszlámije Irán | [sæɹ zæd̪ æz ofoɢ mehɾe xɒːvæɾɒːn ǀ] [foɾuːɣe d̪iːd̪eje hæɢ bɒːvæɾɒːn ‖] [bæhmæn ǀ fære iːmɒːne mɒːst̪ʰ ‖] [pʰæjɒːmæt̪ʰ ej emɒːm ǀ est̪ʰeɢlɒːl ǀ ɒːzɒːd̪iː ǀ næxʃe d͡ʒɒːne mɒːst̪ʰ ‖] [ʃæhiːd̪ɒːn ǀ pʰiːt͡ʃʰiːd̪e d̪æɾ ɡuːʃe zæmɒːn fæɾjɒːd̪et̪ʰɒːn ‖] [pʰɒːjænd̪e mɒːniːjo d͡ʒɒːved̪ɒːn ‖] [d͡ʒomhuːɾiːje eslɒːmiːje iːɾɒːn ‖] |

### Fordítás
Felkelt a horizonton a keleti nap
Az igazságban hívők szemének fénye
Bahman hitünk tetőpontja.
Üzeneted, ó, imám, a függetlenség,
a szabadság életünk célja beleivódott lelkünkbe
Ó, mártírok! Kiáltásaitok visszhangzanak az idő fülében:
Légy tartós, örökké fennálló,
Iráni Iszlám Köztársaság!